# Daniel Webster (politico 1949)
Daniel Alan Webster (Charleston, 27 aprile 1949) è un politico statunitense, membro della Camera dei Rappresentanti per lo stato della Florida.

## Biografia
Nato nella Virginia Occidentale ma cresciuto in Florida, dopo gli studi Webster lavorò nell'attività di famiglia.
Entrato in politica con il Partito Repubblicano, nel 1980 venne eletto all'interno della legislatura statale della Florida, dove rimase per i successivi ventotto anni.
Nel 2010 si candidò alla Camera dei Rappresentanti e riuscì ad essere eletto, per poi essere riconfermato anche nelle successive tornate elettorali, pur cambiando distretto congressuale.